# Paris F. Alghisi
Paris (Paride) Francesco Alghisi o Algisi (Brescia (Llombardia), 19 de juny, 1666 - Idem. 29 o 30 de març, 1733), va ser un compositor i organista italià.

## Biografia
Alghisi va estudiar música sota la direcció d'Orazio Pollarolo, organista de la catedral de Brescia i pare del famós compositor Carlo Francesco Pollarolo. Posteriorment, probablement entre 1681 i 1683, va passar un breu període al servei del rei de Polònia, quan el seu propi mestre hi va estar actiu com a mestre de capella. Un cop retornat a la seva ciutat natal, Alghisi ingressà a l'orde de San Filippo Neri sense, però, deixar de dedicar-se a la composició de música profana. A partir de 1690 va ser director de la capella de "Santa Maria della Pace", l'església de l'orde. El mateix any va presentar una sol·licitud per incorporar-se també al càrrec d'organista, però sense èxit. També en aquest període va ser mestre de capella del "Collegio dei Nobili" de Brescia, així com membre de l'Acadèmia Filharmònica de Bolonya. El 10 de febrer de 1701 va ser elegit organista de la catedral de Brescia, càrrec que va ocupar fins a la seva mort.

## Consideracions sobre l'artista
La producció operística d'Alghisi es limita a només dues obres de tres actes cadascuna, ambdues basades en llibrets de G. C. Corradi i representades al Teatre Santi Giovanni e Paolo de Venècia el 1690. L'amor di Curzio per la patria, va ser escrit per al Carnaval, mentre que Il trionfo della continenza per a l'estació de tardor. Tot i que cap de les dues obres ha perviscut íntegrament fins als nostres dies, les àries existents, en què predomina la forma de l'ària da capo, mostren clarament la vena melòdica del compositor. De fet, durant la seva vida va ser elogiat tant com a compositor com com a professor.
Del 1697 al 1705 Alghisi va compondre una sèrie d'oratoris anuals per a l'església de San Domenico. Les seves obres sagrades es van dur a terme a Brescia fins i tot unes dècades després de la seva mort. Per això, en el passat es va informar de la falsa notícia que un altre compositor del mateix nom havia viscut a la mateixa ciutat entre 1733 i 1767.
De la col·lecció de cantates que Alghisi va dedicar a Ferran III, Gran Duc de Toscana, no es conserva cap còpia, i que va publicar a Bolonya a tot tardar el 1694.

## Composicions
Òpera

- L'amor di Curzio per la patria (llibret G. C. Corradi, 1690, Venècia)
- Il trionfo della continenza (lilbret de G. C. Corradi, 1690, Venècia)

Oratoris

Tots representats per primera vegada a Brescia.
- La giornata del Diporto (1692)
- Le piaghe sante da una ferita (1693)
- La mensa bersagliatrice dell'eresia (1695)
- Il trionfo della fede (1697)
- Megera delusa (1698)
- La gara del merito (1699)
- Il transito del glorioso S. Antonio di Padoa (1700)
- Il disinganno dell'intelletto (1701)
- Il serafino nell'amare e cherubino nell'intendere (1703)
- Il trionfo della sapienza (1704)
- Lite in cielo tra la sapienza e la santità (1705)

Altres treballs

- Sonata da camera per 2 violins, violoncel/clavicèmbal, op.1 (1693, Mòdena)
- Cantata (1694, Bolonya)
- Suaves accentus (motet per soprano, arc i orgue)
- Cançons devotes
- Credo a quatre, per arc, orgue i teclat
- Diverses composicions sagrades